# 名田綾子
名田 綾子（めいだ あやこ、1984年 - ）は、兵庫県芦屋市出身の日本の作曲家、編曲家、ピアニスト。ヤマハJOCスタッフ・創作講座講師。東京藝術大学非常勤講師。神奈川県横浜市在住。合唱作品、器楽作品の作編曲を中心に活動している。

## 人物
音楽を始めたきっかけは幼稚園の頃に近所の音楽教室に通ったことから。兵庫県立西宮高等学校音楽科、東京藝術大学音楽学部作曲科卒業。東京藝術大学大学院修士課程修了。作曲を長谷川京子、藤原嘉文、小鍛冶邦隆らに師事。ピアノを菅千種、林敦子らに師事。
世界各国の国家や愛唱歌を合唱により歌う「山田和樹 アンセムプロジェクト」（指揮：山田和樹、合唱：東京混声合唱団）において、様々な国の国歌の編曲に携わる。2019年、第2回東京国際合唱コンクール児童合唱部門の課題曲「朝の山道」を作曲。

## 主な作品

### 混声合唱
- 混声合唱とピアノのための「いのち」（2014年、The Premiere vol.3において初演）
- 混声合唱とピアノのための「歌は繋いだ手のように」（2015年、関西学生混声合唱連盟 委嘱作品）
- 混声合唱とピアノ連弾のための「手から、手へ」（2017年、東京六大学混声合唱連盟 委嘱作品）
- 混声合唱とピアノのための「希望」（2017年、関西大学混声合唱団ひびき 委嘱作品）
- 混声合唱組曲「四つのディベロップメント」（2017年、合唱団わをん 委嘱作品。魚路恭子、森山至貴、名田綾子、田中達也による連作組曲）
- 混声のための童謡名歌集「日本の四季めぐり」
- 混声合唱とピアノのための「イタリア歌めぐり」
- 混声合唱とピアノのための「フランス歌めぐり」
- 惑星そぞろ（2025年度 第92回 NHK全国学校音楽コンクール 高等学校の部 課題曲）

### 女声合唱
- 女声合唱とピアノのための「いのち」
- 女声合唱とピアノのための「まんてんのほし」
- 女声（児童）のための童謡名歌集「日本の四季めぐり」
- 女声合唱曲集「歌います、朝ドラ。」
- 同声合唱のための「ア・カペラで紡ぐ日本のうた」
- 女声合唱とピアノのための「イタリア歌めぐり」
- 女声合唱とピアノのための「フランス歌めぐり」

### 児童合唱
- こどもの詩による こどものための合唱曲集「おやつのうた」